# Strangers (The Walking Dead)
«Desconocidos» —título original en inglés: «Strangers»— es el segundo episodio de la quinta temporada de la serie de televisión The Walking Dead. Se estrenó el 19 de octubre de 2014. Fue dirigido por David Boyd y el guion estuvo a cargo de Robert Kirkman. Se estrenó el 20 de octubre de 2014 por la cadena Fox en España e Hispanoamérica. En el episodio, el grupo Rick Grimes (Andrew Lincoln) encuentra a un sacerdote, el Padre Gabriel Stokes (Seth Gilliam), quien les proporciona consuelo en su iglesia, mientras que Rick contempla la propuesta de Abraham Ford (Michael Cudlitz) de escoltar a Dr. Eugene Porter (Josh McDermitt) a Washington D. C. para curar el virus caminante.
"Strangers" marca el debut del sacerdote Gabriel Stokes, un protagonista principal de las novelas gráficas del mismo nombre. Los comentaristas dieron al episodio general críticas positivas, pero la mayoría dio una respuesta alarmada a la escena final del episodio y algunos lo calificaron como uno de los momentos más impactantes de la serie.
Tras la emisión, el episodio fue visto por 15.14 millones de televidentes y recibió una calificación de 18-49 de 7.7, por debajo de un punto de calificación total del episodio anterior, que alcanzó una calificación de 8.7.

## Trama
El grupo de Rick (Andrew Lincoln) sigue huyendo de Terminus, aunque Daryl (Norman Reedus) siente que alguien los está siguiendo, Tara le muestra su arrepentimiento a Rick dándole una señal de amistad y Rick le agradece por salvarle la vida a Glenn en la prisión. Ellos rescatan al Padre Gabriel Stokes (Seth Gilliam) de una horda de caminantes, Gabriel los lleva a su iglesia, donde ha estado viviendo en soledad desde el inicio del apocalipsis, sobreviviendo en alimentos enlatados de una colecta de alimentos justo antes. Rick sospecha de Gabriel y le advierte a su hijo Carl (Chandler Riggs) que nunca debería bajar la guardia.
Gabriel sugiere que el grupo de Rick ayude a rastrear un banco de alimentos cercano que es invadido por caminantes. Rick, Michonne (Danai Gurira), Bob (Lawrence Gilliard Jr.), y Sasha (Sonequa Martin-Green) y con Gabriel para que los dirija el lugar. Empiezan a pelear con los caminantes, cuando Rick ve a Gabriel aparentemente listo para someterse a una mujer caminante, pero Rick interviene ya que un asustado Gabriel no podía eliminar a la caminante, Rick logra someterla. Bob también es atacado por un caminante, pero es rescatado por Sasha. Mientras recogen la comida enlatada, Rick se da cuenta de que Gabriel conocía a la persona que se convirtió en ese caminante. Los otros miembros del grupo hacen sus propias carreras de suministros, y Daryl y Carol (Melissa McBride) encuentran un coche que está trabajando cerca, y planean guardarlo como "respaldo". Cuando Rick regresa con su grupo, Carl le muestra un escrito rayado en la madera de un alféizar de la ventana afuera de la iglesia diciendo: "arderás por esto".
El grupo celebra esa noche con un festín. Rick anuncia que ha decidido seguir la propuesta de Abraham (Michael Cudlitz) dirigirse a Washington D. C. para entregar a Eugene ( Josh McDermitt) allí para ayudar a trabajar una cura para el brote. Gabriel se escabulle para estar solo en su oficina, tristemente mirando una foto suya con la mujer que se convirtió en caminante del banco de alimentos. Carol, quien todavía está llegando a un acuerdo con el hecho de haber sido exiliada del grupo anteriormente, se va a caminar sola afuera, y viene a buscar a Daryl en el auto que encontraron. Cuando ella está a punto de hablar con él, ven un auto movilizandose con una cruz blanca en el parabrisas trasero, que Daryl reconoce como el auto que se llevó a Beth. Los dos se suben al auto y parten para seguir sin decirles a los demás.
Mientras el fiesta se termina, Bob sale de la iglesia llorando y le otorga un beso a Sasha, diciéndole que la ama mucho. Al salir de la iglesia es noqueado por una figura encapuchada, y cuando se despierta, se encuentra observado por Gareth (Andrew J. West), Martin (Chris Coy) y otros cuatro miembros de Terminus, todos buscando vengarse del grupo de Rick, ya que sus acciones los obligaron a abandonar Terminus a vagar y casi todos los terminianos murieron. Gareth dice que se han convertido en "Los Cazadores Can̪ibales" y Gareth le explica su modo de vivir y este le revela a Bob que le cortaron la pierna y la están comiendo. Gareth dice casualmente, "Si te hace sentir mejor, sabes mucho mejor de lo que pensábamos que sería".

## Producción

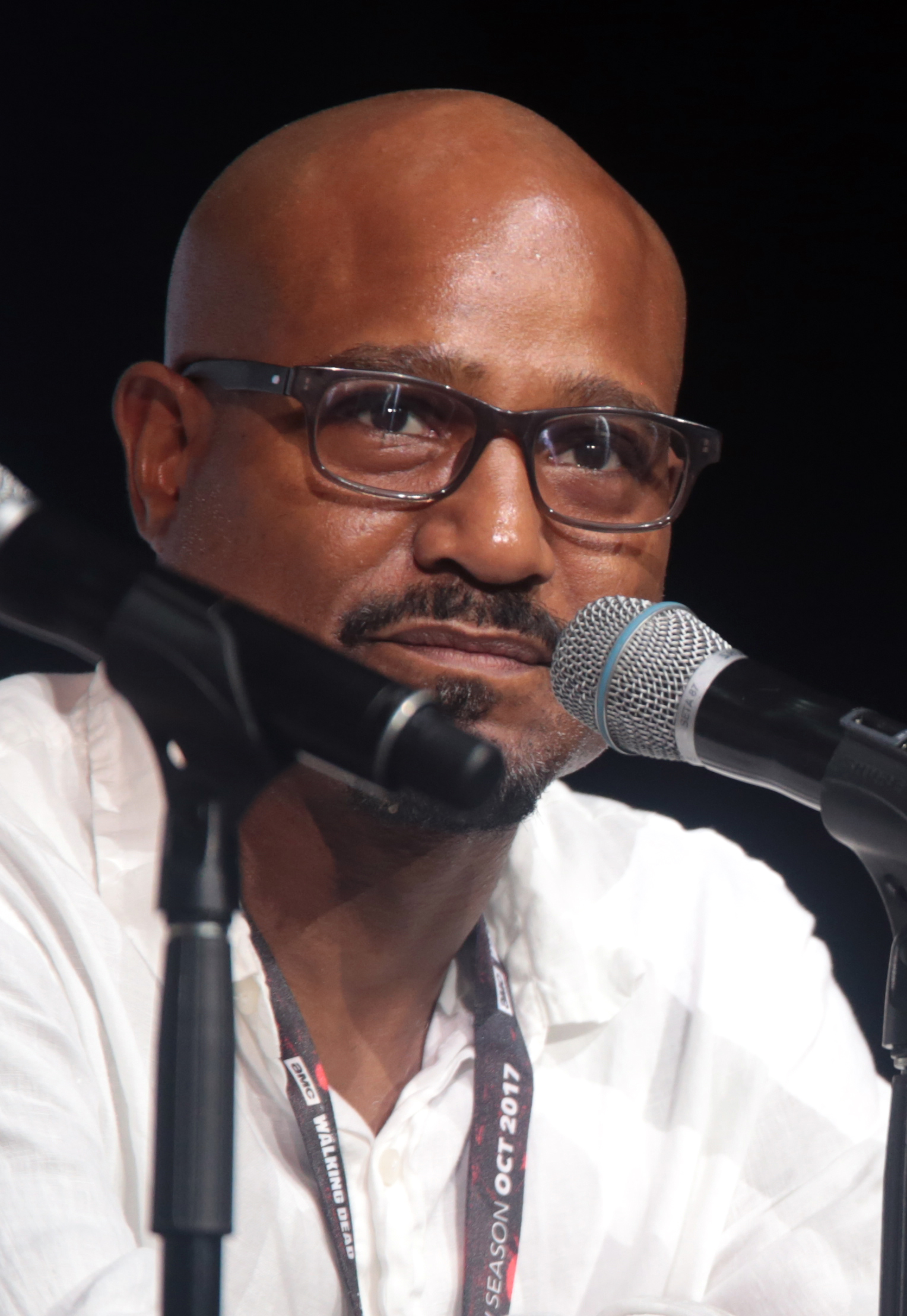
"Strangers" marca el debut de Seth Gilliam quien hizo su primera aparición como El Padre Gabriel Stokes en este episodio.

Emily Kinney (Beth Greene) está ausente por segunda vez, pero su personaje es mencionado brevemente y ella es acreditada en el episodio. El actor Andrew J. West se dirige a la presencia de Gareth en el episodio, diciendo: "Leí ese guion y cuando llegué a las dos últimas páginas, simplemente me sorprendió: pero en el buen sentido. Estaba sonriendo de oreja a oreja. Todos Scott M. Gimple me habían dicho que estaba en el episodio 2. Seguí leyendo y llegué a las últimas páginas y Dios mío. También soy fan del cómic, así que eso fue lo que estaba leyendo y reconocí ciertas cosas. Pero fue una gran sorpresa y agradable para mí poder llegar a ella. haz algo así." Ciertos elementos de este episodio fueron producidos para asemejarse a ciertos elementos en el "Volumen 11", "Número 63" del libro de historietas, que incluyen:
- La llegada del grupo a la iglesia del Padre Gabriel.
- El monólogo de Gareth en la escena final (se parece a Chris en ese número de los cómics).
- La toma de Bob descubriendo que falta su pierna izquierda (se parece a Dale sin su pierna en los cómics).[7]

El actor Andrew Lincoln (y otros que trabajan con el espectáculo) insistieron en una entrevista con Entertainment Weekly que es un espectáculo adulto esta temporada. Y parte de la violencia se está moviendo hacia un territorio donde es la violencia humana, el aspecto más aterrador de este espectáculo."

## Recepción
Tras la transmisión, el episodio fue visto por 15.143 millones de televidentes estadounidenses, con 9.796 millones de televidentes de entre 18 y 49 años que lo vieron, lo que se traduce en una calificación de entre 18 y 49 de 7.7.
Los comentaristas dieron al episodio críticas muy positivas, con muchos comentarios sobre la presentación del Padre Gabriel y la escena final con Bob y Gareth. Rebecca Hawkes de   The Telegraph  le dio al episodio 4 estrellas de 5, llamando al episodio  maravillosamente surrealista . Continuó diciendo que el espectáculo "a menudo se destaca en el drama alto repleto de acción, pero son los episodios más silenciosos los que realmente refuerzan la realidad de la vida en un mundo postapocalíptico: la idea de que la supervivencia es una larga carga""
Matt Fowler de IGN le dio al episodio un 8.8 sobre 10, diciendo "Normalmente, dado que la mayoría de mis problemas con The Walking Dead involucran ritmos de carácter y decisiones, tiendo a temer los episodios de" bajar "un poco. Pero "Strangers" logró hacer malabares con el gran ensamble y al mismo tiempo mantener la historia fresca y peligrosa. El episodio también generó preguntas legítimas sobre cómo manejar nuevas caras en el camino ahora que es claro dado que las personas son mucho peores que los zombis en este nuevo mundo. ""
La escena final recibió una reacción alarmante de los críticos. La actuación de Andrew J. West como Gareth fue muy elogiada y le gustó lo cerca que estuvo del cómic. Kyle Ryan de  Entertainment Weekly  dijo  El episodio explosivo (literalmente) de la semana pasada se acumuló en la sangre, la pirotecnia y la emoción de manera tan implacable que lo que siguió no pudo evitar desacelerar el ritmo considerablemente. Pero eso no  Strangers  es lento o fácil de ver: la escena asquerosa Greg Nicotero se anticipó entregada de una manera desagradable, y el final sacó a Bob antes de entregarlo a los ex Terminianos. ahora todos menos conocidos oficialmente como Los Cazadores Caníbales.
Allen St. John de Forbes reflexionó si este era o no el momento más impactante de la serie, y dijo:' Sí, sé que este es un espectáculo en el que un  Un niño de 13 años le dispara a su madre para evitar que se convierta en un caminante. Y uno en el que Rick le muerde el cuello a un delincuente. Y cuanto menos se diga acerca de lo que sucedió en The Grove, mejor. Y de alguna manera, este momento ha sido peor que cualquiera de ellos. Bob es comido vivo por un Hipster (Antes de escribir el obituario del pobre Bob, tenga en cuenta que Hershel sobrevivió mucho tiempo en una sola pierna)."
Terri Schwartz de   Zap2it  hizo comentarios similares, diciendo que "sorprendentemente, el padre Gabriel Stokes no fue la mayor llegada en el episodio. Aunque es un hombre que, como se dice repetidamente en la serie - claramente tiene algo que ocultar, es la revelación de que Gareth y los Terminan se convirtieron en los Cazadores de los cómics de "The Walking Dead", que es el momento más inquietante del momento en el episodio;" Patrick Kevin Day of  The Los Angeles Times 'comparó el destino de Bob con el de la señora Landingham de The West Wing, diciendo "el ex médico del ejército que ha luchado contra sus demonios en el pasado, pero parecía tener por fin encontré el amor con Sasha [...]. De repente, Bob estaba en todas partes este episodio, sonriendo y besuqueándose y luciendo como el amor en su corazón era suficiente para luchar contra el apocalipsis a su alrededor. Deberíamos haber sabido que él estaba a punto de hacerlo. para obtener la Sra. Landingham-ed."